# Braňo Holiček
Braňo Holiček, vlastním jménem Branislav Holiček (* 14. srpna 1985 Košice), je český a slovenský dabér, filmový a divadelní herec a režisér.

## Život
Braňo Holiček pochází z Košic. Jeho rodiče jsou Ľubica a Jaroslav Holičkovi. Má jednoho bratra a je ženatý.
Jelikož měl herecký a pěvecký talent, studoval na Základní umělecké alternativní škole v Košicích. Tam také účinkoval v dětských hrách a muzikálech. Zúčastnil se různých pěveckých soutěží. Poté vystudoval Pražskou konzervatoř, v současné době je studentem DAMU, obor režie alternativního divadla.
V roce 1997 získal hlavní roli v muzikálu Oliver! který uvádělo Východoslovenské státní divadlo v Košicích.
V roce 1. června 1998 mu vyšlo jeho první debutové CD Kik Flip s 11 písničkami různých žánrů (k písni Naše třída si dokonce složil text a hudbu sám). Nazpíval také dvě písničky na soundtracku filmu Fontána pro Zuzanu III.
V roce 2001 se stává vegetariánem. A brzy se zúčastní Pražská konzervatoř.
Již při studiích na DAMU se začal profesionálně věnovat divadelní režii, v současné době působí jako kmenový režisér divadla Ypsilon, ale působí i v pražské Meet Factory, v Divadle v Dlouhé a dalších.
V roce 2012 byl nominován na cenu Český tučňák se svým absolentským představením z DAMU Masakr v Paříži. V prosinci 2012 uvedl v pražském divadle Ypsilon satirickou politickou hru Demo Demokracie.
V březnu 2013 získal Cenu Alfréda Radoka jako Talent roku.
S manželkou Vendulou mají 3 děti – syna Huga (2013) a dvojčata dcerky Dorotku a Žofinku (2016).

## Divadlo
- 2008: Meeting point (Studio Ypsilon)
- 2009: Tmavomodrý svět (naruby) (Studio Ypsilon)
- 2009: V sedmém pádu (Studio Ypsilon)
- 2010: Googling and Fucking (Divadlo F. X. Šaldy, Liberec)
- 2011: Deadline (Studio Ypsilon)
- 2011: iJá (Studio Ypsilon)
- 2012: Masakr v Paříži (absolventské představení KALD DAMU v divadle Disk)
- 2012: Politický kabaret (MeetFactory)
- 2012: Demo Demokracie (Studio Ypsilon)
- 2013: Naše rodina (Divadlo Minor)
- 2013: Čekání (Divadlo v Dlouhé)
- 2013: #jsi_user (Studio Ypsilon)
- 2014: Demokracie (Divadlo Minor)
- 2014: Zábava (Studio Ypsilon)
- 2015: Černá labuť (ND Brno)
- 2015: Henri de Blowitz (Divadlo pod Palmovkou)
- 2017: Kmeny (ND Brno)

## Filmografie

### Herectví
- Všichni moji blízcí (David) (1998)
- Král sokolů (sokolník Tomáš) (2000)
- Kruh (Krajíček) (2001)
- I ve smrti sami (Baldur Perschike) (2003)
- Hodný chlapec (Michal Strnad) (2003)
- Živnostník (Dominik) (2005)
- Rána z milosti (Jan Berka) (2005)
- Kousek nebe (2005)
- Tajemství Lesní země (princ Jarek) (2006)
- Marta a Berta 26 (2006)
- Místo v životě (Mirek Janata ml.) (2007)
- Světla pasáže (2007)
- Rudý baron (2008) – britsko-německý koprodukční film
- Smyčka (2009)
- Nejlepší playbacková zpěvačka na světě (2009)
- Post Bellum (Pavel von Hebra) (2010)
- Hasiči (Lukáš) (2010)
- Život je ples (Martin Tůma) (2011)
- Vyprávěj III. (Jan Dvořák) (2011–2012)
- Zdivočelá země IV. (Vašek) (2012)
- Televise bude (Technik) (2014)
- Ordinace v růžové zahradě 2 (MUDr. Tomáš Zajíc) (2014–2016, 2019)
- Ohnivý kuře (Martin Beneš) (2015–2017)

### Dabing
- Kletba měsíčního údolí (Robin De Noir) (2008)
- Hannah Montana (Travis Brody) (Lucas Till) (2009)
- Na lodi (Ramiro Medina) (2011)
- Lemonade Mouth (Scott Pickett) (2008)
- Misfits – Zmetci (Simon Bellamy) (2012)
- Kouzelná Beruška a Černý kocour (1. řada) (2015–2016)

## Diskografie
- 1998 Kik Flip – Braňo - Mercury, CD

### Kompilace
- 1999 Fontána Pre Zuzanu 3 – Mercury, CD, 04. Otec a mama – Barbara Haščáková a Braňo Holíček a Continental Singers Slovakia, 12. Zuzu – Braňo Holíček.

## Ocenění a nominace
- 2010: Cena Evalda Schorma – 3. místo – Tmavomodrý svět (naruby)
- 2012: Anděl 2011 v kategorii videoklip roku – nominace – režie videoklipu Sibyla (zpěvák Tomáš Klus)
- 2012: Cena Evalda Schorma – 3. místo – iJá
- 2012: Český tučňák – (nominace) – Masakr v Paříži
- 2013: Cena Alfréda Radoka – Talent roku